# Андреева-Галанина, Евгения Цезаревна
Андреева-Галанина Евгения Цезаревна (род. 12 июля 1888 года — 1975) — советский гигиенист, один из ведущих деятелей современной гигиены труда и профессор патологии, профессор (1946), доктор медицинских наук (1941).

## Биография
Андреева-Галанина Евгения Цезаревна окончила в 1920 году Вольную высшую школу П. Ф. Лесгафта и Биологические курсы им. П. Ф. Лесгафта, а в 1925 года — медицинский факультет Ленинградского университета.
Трудовую деятельность начала ассистентом кафедры общей гигиены Ленинградского медицинского института в 1925—1932 годах.
С 1932 по 1937 годы работала научным сотрудником Ленинградского института гигиены труда и профзаболеваний, в котором затем руководила созданной ею в 1937 году первой в СССР лабораторией по изучению вибрации.
С 1952 по 1972 годы назначена заведующей кафедрой гигиены труда с клиникой профессиональных болезней Ленинградского санитарно-гигиенического медицинского института.

## Научная работа
Е. Ц. Андреева-Галанина — автор более 130 научных трудов, в том числе 6 монографий.
Значительный вклад внесла она в разработку проблем вибрационной патологии. С именем Е. Ц. Андреевой-Галаниной связано создание основ гигиенического учения о вибрации. Ею разработаны методы и приборы для измерения вибрации, определения вибрационной чувствительности организма для ранней диагностики нарушений, вызываемых действием производственных вибраций. Она первая дала полное описание клинической картины вибрационных поражений, ввела понятие «вибрационная болезнь», которое вошло в медицинскую практику и теорию профессиональной патологии. Ею впервые разработаны физиологически обоснованные гигиенические нормы предельно допустимых величин вибрации ручных механизированных инструментов и комплекс мер по профилактике вредного действия производственных вибраций.
Осталась в памяти как один из ведущих деятелей современной гигиены труда и профессиональной патологии. С ее именем связано создание основ гигиенического учения о вибрации. Впервые дала полное описание клинической картины вибрационных поражений, ввела понятие «вибрационная болезнь», а также полное описание клиники развивающегося под воздействием шума общего заболевания организма («шумовая болезнь»).

## Награды и память
Награждена орденом Ленина, медалями.
Похоронена на Богословском кладбище г. Санкт-Петербурга